# HD 32309
Désignations
HD 32309, également désignée HR 1621, est une étoile de la constellation australe du Lièvre. Elle est visible à l'œil nu avec une magnitude apparente de 4,91. D'après la mesure de sa parallaxe annuelle par le satellite Gaia, l'étoile est distante d'environ 60,4 pc (∼197 al) de la Terre. Elle s'en éloigne à une vitesse radiale héliocentrique de +27 km/s. Elle est membre de l'association de la Colombe (en), une association d'étoiles qui se déplacent ensemble dans l'espace et qui partagent une origine commune.
HD 32309 est une étoile bleu-blanc de la séquence principale de type spectral B9V. Elle est âgée autour de 124 millions d'années et les estimations de sa masse vont de 2,56 à 3,24 M☉. L'étoile tourne rapidement sur elle-même à une vitesse de rotation projetée d'environ 300 km/s,. Son rayon est 3,1 fois plus grand que le rayon solaire, elle est 46,5 fois plus lumineuse que le Soleil et sa température de surface est de 12 450 K.